# نيلز ستراندل
كان نيلز سترانديل (20 مايو 1876 - 20 أو 28 يوليو 1963)، من هواة جمع الطوابع السويديين الذي وقع على قائمة رابطة هواة جمع الطوابع المتميزين في عام 1922. وكان رئيسًا شرفيًا في معرض طوابع ستوكهولم 55.

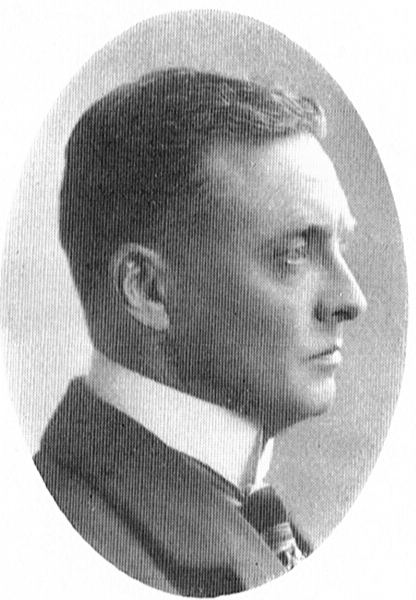
نيلز سترانديل